# Distrikt Nauta
Der Distrikt Nauta liegt in der Provinz Loreto in der Region Loreto in Nordost-Peru. Der Distrikt wurde am 2. Januar 1857 gegründet. Er hat eine Fläche von 6762 km². Beim Zensus 2017 lebten 32.020 Einwohner im Distrikt. Im Jahr 1993 lag die Einwohnerzahl bei 25.707, im Jahr 2007 bei 28.681. Verwaltungssitz ist die 111 m hoch am Nordufer des Río Marañón gelegene Provinzhauptstadt Nauta mit 20.716 Einwohnern (Stand 2017).

## Geographische Lage
Der Distrikt Nauta liegt im peruanischen Amazonasgebiet im Südosten der Provinz Loreto. Der Río Marañón durchquert den Distrikt in östlicher Richtung und vereinigt sich im Osten des Distrikts mit dem von Süden heranströmenden Río Ucayali zum Amazonas. Der Río Tigre durchquert in seinem Unterlauf den Nordwesten des Distrikts.
Der Distrikt Nauta grenzt im Westen an den Distrikt Parinari, im Nordwesten an den Distrikt Tigre, im Norden an den Distrikt San Juan Bautista (Provinz Maynas), im Osten an den Distrikt Fernando Lores (ebenfalls in der Provinz Maynas) sowie im Südosten und Süden an die Distrikte Saquena, Jenaro Herrera und Requena (alle drei in der Provinz Requena).

## Ortschaften
Bedeutende Orte im Distrikt Nauta neben dem Hauptort Nauta sind:
- Miraflores (331 Einwohner)
- San Joaquín de Omaguas (478 Einwohner)
- San Regis (898 Einwohner)